# Maria Rosa Antognazza
Maria Rosa Antognazza, née le 10 septembre 1964 et morte le 28 mars 2023,, est professeure italienne de philosophie au King's College de Londres. Spécialiste de Leibniz, elle a remporté le prix Pfizer en 2010. 

## Formation et carrière
Après une scolarité à l'Université catholique du Sacré-Cœur à Milan en Italie, d'où elle sort titulaire d'un doctorat en philosophie, elle est chercheuse au Département de philosophie de l'Université d'Aberdeen. Elle devient ensuite professeure de philosophie au King's College de Londres.
En 2010 elle reçoit le prix Pfizer, pour son ouvrage Leibniz: An Intellectual Biography (Cambridge University Press, 2009),,,,.

## Sélection de publications
- (en) Leibniz : A Very Short Introduction, Oxford, Oxford University Press, 2016
- (en) Leibniz : An Intellectual Biography, Cambridge, Cambridge University Press, 2009 (Prix Pfizer 2010)
- (en) Leibniz on the Trinity and the Incarnation : Reason and Revelation in the Seventeenth Century, New Haven, Yale University Press, 2007
- (en) The Oxford Handbook of Leibniz, Oxford, Oxford University Pres, 2018